# Marcel
De voornaam Marcel is afgeleid van de Latijnse naam Marcellus. De vrouwelijke variant is Marcella. De naam komt vooral voor in het Frans en Nederlands taalgebied. In andere landen zijn er andere afgeleiden van de oorspronkelijke Latijnse naam Marcellus, zoals Marcello in het Italiaans.

## Bekende naamdragers
- Marcel Arntz
- Marcel Barendse
- Marcel Barger
- Marcel Bellefroid
- Marcel Boekhoorn
- Marcel Bossi
- Marcel Bots
- Marcel Brands
- Marcel Breuer
- Marcel Broodthaers
- Marcel Bullinga
- Marcel Busieau
- Marcel Buysse
- Marcel Callo
- Marcel Carné
- Marcel Caron
- Marcel Christophe
- Marcel Cockx
- Marcel Colla
- Marcel Collart
- Marcel Couteau
- Marcel van Dam
- Marcel Daman
- Marcel Dassault
- Marcel De Bisschop
- Marcel De Keukeleire
- Marcel Denis
- Marcel Desailly
- Marcel Di Domenico
- Marcel Dost
- Marcel van Driel
- Marcel Duchamp
- Marcel Dupré
- Marcel Dussault
- Marcel Edmond Naegelen
- Marcel van Eeden
- Marcel van Engelen
- Marcel Ernzer
- Marcel Florkin
- Marcel Gaasenbeek

- Marcel Gauchet
- Marcel Gotlib
- Marcel Grégoire
- Marcel Hensema
- Marcel Hertogs
- Marcel L'Herbier
- Marcel Huisman
- Marcel Hulspas
- Marcel Jaspar
- Marcel de Jong
- Marcel Jonker
- Marcel Kaatee
- Marcel Kint
- Marcel Kittel
- Marcel Koller
- Marcel Lefebvre
- Marcel Leys
- Marcel Lubbermans
- Marcel Luppes
- Marcel Lüske
- Marcel Mariën
- Marcel Mauss
- Marcel Meeuwis
- Marcel Messing
- Marcel Minderhoud
- Marcel Minnaert
- Marcel Molines
- Marcel Molle
- Marcel Moreau
- Marcel Morimont
- Marcel Möring
- Marcel Moyse
- Marcel Muia
- Marcel Mule
- Marcel Musters
- Marcel Oosten
- Marcel Pagnol
- Marcel Pavel
- Marcel Peek
- Marcel Peeper

- Marcel Pheijffer
- Marcel Pilet-Golaz
- Marcel Pinas
- Marcel Plasman
- Marcel Poot
- Marcel Pronk
- Marcel Proust
- Marcel Rademakers
- Marcel Reich-Ranicki
- Marcel Remacle
- Marcel Rodriguez-Lopez
- Marcel Roele
- Marcel Roofthoofd
- Marcel Schimscheimer
- Marcel Seip
- Marcel Sieberg
- Marcel Smets
- Marcel Storme
- Marcel Strauss
- Marcel T.
- Marcel Tegelaar
- Marcel Thielemans
- Marcel Urlings
- Marcel Van Bulck
- Marcel Van der Aa
- Marcel Vandewiele
- Marcel Vanthilt
- Marcel Vermeer
- Marcel Verreck
- Marcel Visscher
- Marcel Vissers
- Marcel Wanders
- Marcel van der Westen
- Marcel Woods
- Marcel Worms
- Marcel Wouda
- Marcel Worms
- Marcel Wüst
- Marcel Zanini
- Marcel Zwoferink